# William Aiton
William Aiton (Hamilton, 1731 – Londra, 2 febbraio 1793) è stato un botanico scozzese.

## Biografia
Dopo aver appreso la scienza Botanica, nel 1754 lasciò la Scozia alla volta di Londra, dove divenne assistente di Philip Miller, allora sovraintendente dell'Orto botanico di Chelsea.
Nel 1759 venne assunto nei nuovi Royal Botanic Gardens di Kew, dove lavorò sino alla sua morte.

Alla sua opera si devono numerose innovazioni nella struttura dei Kew Gardens. Nel 1789 pubblicò Hortus Kewensis, catalogo delle specie coltivate.
Una seconda edizione, riveduta e ampliata, fu pubblicata nel 1810-1813 da suo figlio William Townsend Aiton (1766-1849), che gli succedette alla guida dei Kew Gardens e fu incaricato dal re Giorgio IV di costruire i giardini del Padiglione reale di Brighton.
| Aiton è l'abbreviazione standard utilizzata per le piante descritte da William Aiton. Consulta l'elenco delle piante assegnate a questo autore dall'IPNI. |